# Gaogou, Jiangsu
Gaogou är en köpinghuvudort i Kina. Den ligger i provinsen Jiangsu, i den östra delen av landet, omkring 220 kilometer norr om provinshuvudstaden Nanjing. Antalet invånare är 51 682. Befolkningen består av 26 537 kvinnor och 25 145 män. Barn under 15 år utgör 18,0 %, vuxna 15-64 år 72 %, och äldre över 65 år 9,0 %.
Runt Gaogou är det tätbefolkat, med 636 invånare per kvadratkilometer. Gaogou är det största samhället i trakten. Trakten runt Gaogou består till största delen av jordbruksmark.
Genomsnittlig årsnederbörd är 1 080 millimeter. Den regnigaste månaden är juli, med i genomsnitt 229 mm nederbörd, och den torraste är januari, med 19 mm nederbörd.